# بخش ایگل (شهرستان براون، اوهایو)
بخش ایگل (به انگلیسی: Eagle Township) یک منطقهٔ مسکونی در ایالات متحده آمریکا است که در شهرستان براون، اوهایو واقع شده‌است.
 بخش ایگل ۶۶٫۲ کیلومتر مربع مساحت و ۱٬۳۴۴ نفر جمعیت دارد و ۳۰۲ متر بالاتر از سطح دریا واقع شده‌است.